# 론스타 펀드
론스타 펀드는 1989년 미국 댈러스에서 처음 설립된 부동산투자 전문 헤지 펀드(HEDGE FUND)다. 부동산에만 투자하며, 아시아에서는 태국, 일본, 한국에만 투자하고 있다. 한국에서는 극동건설 이외에 외환은행 강남파이낸스센터 등의 기업이나 자산을 구입한 후 매각한 바 있다.

## 이슈

### 극동건설 인수 후 매각 논란

#### 극동건설의 경영난
극동건설은 1990년대 중반까지 국내 경기성장과 함께 크게 성장한 굵직한 건설기업들중 하나이며 1976년 한국증권거래소에 상장했다. 그러나 1997년 외환위기를 겪으며 극동건설을 비롯한 여러 국내회사의 영업상황이 악화됨에 따라 영업상황이 심각하게 악화되기 시작하였다. 이에 1998년 1월 당좌거래가 중지되었고, 동년 3월에는 회사정리법에 의해 회사정리절차 및 재산보전처분이 결정되어 12월부터 법정관리를 시작했다.

#### 론스타의 극동건설 인수과정
2003년 론스타는 KC holdings S.A.를 통해 주식을 인수하고 사채는 FE investment L.L.C를 통해 인수하였다. 이는 조세부담이 적은 벨기에에 거처를 둔 KC홀딩스를 통해 비용을 절감하기 위한 전략이었다. (이하 론스타는 KC홀딩스와 FE investment L.L.C 이 둘을 포괄한 통칭이다.) 론스타는 1,476억을 들여 주식의 98%를 인수하였고, 추가로 1,230억을 들여 극동건설이 발행한 회사채 또한 인수하였다.

#### 론스타 펀드의 투자자금 회수과정
론스타 펀드의 투자자금 회수과정은 크게 5가지로 나뉠 수 있다. 이 과정에서 조세피난처에 투자기구를 두고 투자자금을 회수함으로써 소위 말하는 먹튀라는 이슈가 나오게 된 것이다.
1) 채권 변제
2003년 7 월 극동건설을 인수하면서 구입한 회사채를 1,230억 원을 극동건설에게 되팔았다. 주식구매대금 1,476억 원을 이용하여 일부부채를 상환하고 남은 현금자산으로 론스타가 인수한 회사채를 다시 상환하는데 사용한 것이다. 따라서 론스타는 극동건설 자본인수에 1,476억 원, 부채인수에 1,230억 원 총 2,706억 원을 투자하였으나 론스타가 인수한 회사채를 상환하는데 1,230억 원을 사용하였으므로 1,476억 원만을 들여 극동건설을 인수한 꼴이 된다.
2) 극동빌딩 처분
서울 충무로에 소재한 극동건설의 사옥인 극동빌딩을(장부가액 : 1,595억 원) 1,583억 원에 매각하였다. 이 과정에서 유형자산처분이익(356억 원)이 발생하였다. 유형자산의 처분으로 비유동자산의 대부분을 유동자산으로 대체함으로써 유동비율을 상당히 개선시킬 수 있었지만 이 자금은 곧 유상감자와 배당을 통하여 투자자인 론스타에게 회수되게 된다.
3) 유상감자
론스타는 극동건설의 자본금이 건설업계 평균 자본금 비율보다 월등히 높기 때문에 자본감소가 필요하다는 이유로 두 차례의 유상감자를 실시하였다. 극동건설은 2003년 12월 3일을 기준으로 론스타로부터 보통주 1,300만 주를 액면금액과 동일한 5,000원에 유상 매입하여 소각하였다. 이에 따라 론스타는 650억 원을 회수하고 2004년 6월에도 875억 원의 대규모 유상감자를 실시하여 총 1,525억 원을 회수하였다.
4) 배당
주주인 론스타가 액면가 대비 25% 수준의 현금배당을 결정함에 따라 당기순이익의 약 25%인 240억 원을 배당금으로 지급하였다. 2004년에는 당기순이익의 52%를, 2006년에는 당기순이익의 97%를 배당금으로 지급하였다. 그 결과 론스타는 04년 ~ 06년 각각 배당을 통해 240억, 195억, 260억을 회수하였다.
5) 매각
론스타는 극동건설을 웅진그룹에 6,600억 원에 매각하였다. 유상감자, 배당, 매각대금까지 론스타의 총 회수금액은 8,820억 원이다. 투자금 1,700억원에 4배가되는 7,120억원의 이익을 냈으며 수익률은 세금을 고려하지 않으면 총 419%가 된다.

### 외환은행 인수 및 매각 논란

#### 론스타의 외환은행 인수과정
론스타의 외환은행 인수과정에 있어 가장 핵심이되는 문제는 바로 BIS자기자본비율이다. BIS비율은 국제결제은행이 정한 은행의 부실채권 대비 자기자본의 비율을 의미하는데 이 기준에 따라 은행은 위험자산에 대해 최소 8% 이상의 자기자본을 유지해야 건전성을 인정받을 수 있다. 금융기관이 아닌 주체가 금융기관을 인수하려면 BIS비율이 8%이하인 부실 금융기관만 인수할 수 있다. 그러나 이 와중에 외환은행이 회계조작으로 일부러 BIS비율을 낮춰 론스타가 외환은행을 매입할 수 있도록 도왔다는 의혹이 제기 되었고 이에 대한 근거로 크게 두가지가 지목되었다. 첫째는 은행장과 그리고 재경부 금융정책국장 및 그 친구인 변호사 계좌로 로비로 추정되는 금액들이 발견되었다는 것이고 둘째는 당시 정황상 숫자를 조작했다고 의심할만한 증거들이 존재한다는 것이었다. 2003년 3가지 보고서에 의해 발간된 외환은행 BIS비율은 8.24 ~ 9.14%였다. 그런데 불과 1주일 후인 7월 25일 보고서에서 갑자기 6.16%로 떨어진 것이다. 재미있는 것은 이 보고서는 재경부금융정책국장이 행장으로부터 팩스로 받아 만들어진 자료이고 이를 만든 사람은 유감스럽게도 만든 그날 사망했다는 것이다. 그 사이1주 BIS비율이 2% 떨어졌을 수도 있는 가능다에는정간능성 증거라고밖에 말할 수 없다.

#### 외환은행 헐값매각 논란
일반적으로 매수자는 최대한 싼가격에 사려고하고 매도자는 최대한 비싸게 가격을 부르는 것이 자연스럽다. 그런데 매도자인 외환은행은 삼일 회계법인에 용역을 주면서 용역의 목적이 매각가격산정을 위한 것이라는 공지는 하지 않았다. 오히려 모든 잠재적 부실을 고려해 최대한 보수적으로 평가하라(가격을 낮추어 평가하라)고 지시하였고 이요청에 따라 삼일회계법인은 현금할인모형을 이용하여 3가지 안을 제시했다. 외환은행은 이중 제일 가격이 높은 수치를 지워버리고 나머지 2가지 안만 가지고 협상을 진행해 매각대금을 결정했다. 이에 대해 권수영교수 등이 초과이익모형을 사용해 계산한 외환은행의 매각가치는 1조 7000억 ~ 2조 2000억 원정도였다. 실제 매각가격보다 최소 4000억원 이상 최대 8000억원 많은 수치이다.

## 한국에서의 론스타
- 1998년 한국진출. 한국자산관리공사와 예금보험공사로부터 5000억 원 이상의 부실채권을 사들임.
- 1999년 2월, 한국지사(대표 이정환) 설립.
- 2001년 스타타워 인수.
- 2002년 한빛여신전문㈜ (현 효성캐피탈) 인수.
- 2003년 극동건설㈜, 한국외환은행㈜ 인수.
- 2004년 투기자본감시센터가 론스타의 주식취득 승인무효 소송을 냄.
- 2005년 9월, 외환은행 매각에 관여한 경제 관료 등 20명이 검찰에 고발됨.
- 2005년 10월, 론스타와 스티븐 리 등이 탈세 혐의로 고발됨. 검찰 수사 착수.
- 2006년 2월, 금융감독원이 론스타 860만 달러 외환도피 사건을 검찰에 수사 의뢰.
- 2006년 3월, 감사원 외환은행 매각 관련 감사 착수. 스티븐 리 체포영장 발부. 론스타 관련 내·외국인 10여 명 출국 금지.
- 2006년 5월,　론스타, 국민은행과 지분 매매 계약
- 2006년 6월 19일 감사원, 외환은행이 헐값으로 매각되었다는 감사 결과 발표.
- 2007년 9월, 론스타, HSBC와 외환은행 지분 매매 계약
- 2009년 9월, HSBC, 외환은행 인수 포기
- 2010년 4월, 론스타, 외환은행 매각 절차 개시
- 2010년 11월, 하나금융, 론스타와 계약
- 2011년 3월, 대법, 외환카드 주가조작 사건 유죄 취지로 파기 환송
- 2011년 5월, 금융위, 외환은행 매각 승인 유보 발표
- 2011년 10월 25일 금융위, 론스타에 대주주 적격성 충족 명령
- 2011년 12월 2일 하나금융, 외환은행 지분 매매계약 재연장 발표 (주당 1만1900원)
- 2012년 1월 27일 론스타, 외환은행 지분 매각